# Phascolonus
Genre
Phascolonus est un genre éteint de marsupiaux australiens de la famille des wombats connu uniquement en Australie. La plus grande espèce, Phascolonus gigas pesait pas moins de 200 kg.
Ce genre a existé à côté d'un marsupial encore plus gros, Diprotodon, qui pouvait peser jusqu'à deux tonnes et qui était vaguement apparenté aux wombats. Ces deux espèces ont disparu à la fin du Pléistocène supérieur.

## Distribution

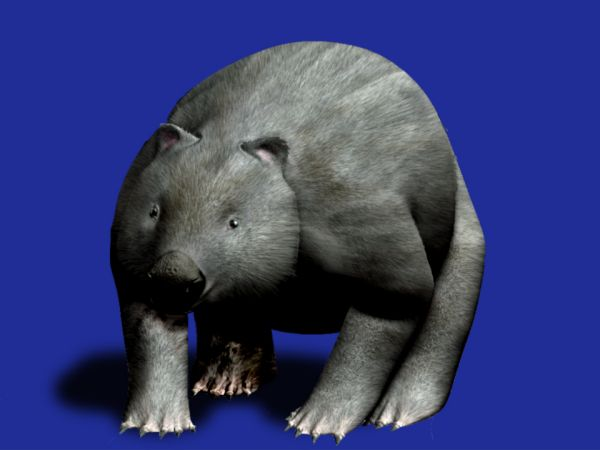
Image de synthèse de Phascolonus gigas.

Un fossile de Phascolonus datant de deux millions d'années a été trouvé au Lac Callabonna à Tea Tree Cave en Australie-Méridionale, à côté d'un fossile de Quinkana (crocodilien).

## Liste des espèces
- † Phascolonus gigas
- † Phascolonus lemleyi